# 阿什利·卡卢斯
阿什利·卡卢斯（英語：Ashley Callus，1979年3月10日—），澳大利亚男子游泳运动员。他曾代表澳大利亚参加2000年、2004年和2008年夏季奥林匹克运动会游泳比赛，获得一枚金牌和一枚铜牌。